# Villa San Secondo
Villa San Secondo (piemontiul: Vila San Sgond) település Olaszországban, Piemont régióban, Asti megyében. Lakosainak száma 368 fő (2023. január 1.). Villa San Secondo Corsione, Castell’Alfero, Frinco, Montechiaro d'Asti, Tonco, Cossombrato és Montiglio Monferrato községekkel határos.

## Népesség
A település lakossága az elmúlt években az alábbi módon változott:
| Lakosok száma | 393  | 383  | 368  |
|               | 2017 | 2018 | 2023 |